# Дерев'янський Володимир Костянтинович
Володимир Костянтинович Дерев'янський (1902 — ?) — радянський діяч, дипломат, повноважний представник СРСР у Фінляндії та Латвії, уповноважений ЦК ВКП(б) і РНК СРСР в Латвійській РСР. Депутат Верховної Ради СРСР 1-го скликання (1941—1946).

## Життєпис
Освіта вища. Член ВКП(б).
З 1929 до 1934 року працював інженером Державного Московського електродного заводу. У 1934—1935 роках — директор Державного Московського електродного заводу.
У 1935—1938 роках — головний інженер тресту «Гіпроенергопром».
27 січня 1938 — 29 листопада 1939 року — повноважний представник СРСР у Фінляндії.
7 квітня — 10 жовтня 1940 року — повноважний представник СРСР у Латвії.
У 1940—1941 роках — уповноважений ЦК ВКП(б) і РНК СРСР в Латвійській РСР.
Потім — начальник технічного відділу заводу № 523.
У 1950—1958 роках — директор тресту «Союзелектрод».

## Нагороди
- ордени
- медалі
- Надзвичайний та Повноважний Посланник ІІ-го класу (14.06.1943)